# Carina-effekten
Carina-effekten er et udtryk, der henviser til en samfundstilstand, hvor kontanthjælpsmodtagere har det samme som, eller mere end, beskæftigede personer i indkomst og disponibel kapital. Begrebet opstod af en debat imellem Joachim B. Olsen og Özlem Cekic i 2011.
Udtrykket er blandt andet anvendt af professor på Institut for Politik og Samfund på Aalborg Universitet, Jørgen Goul Andersen, i forbindelse med offentliggørelsen af en undersøgelse fra LO's Ugebrevet A4 om synet på, hvor høj en ydelse for eksempel kontanthjælpsmodtagere skal modtage.
Udtrykket stammer fra en debat mellem Özlem Cekic fra SF og Joachim B. Olsen fra Liberal Alliance. Carina har via sin kontanthjælp, boligsikring og børnepenge en samlet månedlig indkomst på 15.728 kr. Inkomsten var knap 3000 højere end den fattigdomsgrænsen brugt af OECD, Det Økonomiske Råd og Arbejderbevægelsens Erhvervsråd. Kvinden med det opdigtede navn Carina blev kendt som Fattig-Carina.
Indtægter:
Kontanthjælp: 9800 kr.
Boligsikring: 3.019 kr.
Børnepenge: 2.908 kr.
Indtægter i alt: 15.728 kr.
Udgifter:
Husleje: 7.400 kr.
Elektricitet: 700 kr.
Telefon: 500 kr.
Licens: 196 kr.
Internet: 148 kr.
Afdrag på gæld: 600 kr.
Medicin: 70 kr.
Hund, mad, læge: 283 kr.
Fodbold: 300 kr.
Smøger (hjemmerullede): 500 kr.
Udgifter i alt: 10.697 kr.
Restbeløb til mad, tøj og fritid 5.031 kr.
Den første registrerede anvendelse af ordet stammer fra Jens Overgaard Bjerre den 14. januar 2012 i en debat på dagbladet Informations hjemmeside, hvor han fremstillede det således:
"Carina-effekten i de fattige lag: En enlig mor har, med børnebidrag, børnecheck, børnetilskud og boligsikring, mere end hun ville have sammen med en lavtlønnet eller arbejdsløs mand" 
Udtrykket blev skabt efter, at kontanthjælpsmodtageren Carina den 28. november 2011 havde medvirket i et TV-indslag, hvor det kom frem, at hun havde omtrent samme rådighedsbeløb som en lavtlønnet lønmodtager. Dette udløste mange læserbreve med kritik af de sociale ydelsers størrelse og udformning.